# テオドール・ド・マイエルヌ

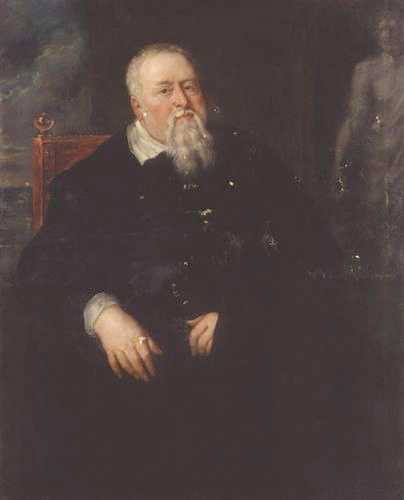
テオドール・ド・マイエルヌ
(画)ピーテル・パウル・ルーベンス

テオドール・ド・マイエルヌ（Théodore Turquet de Mayerne、1573年9月28日 - 1654年3月22日）はスイス生まれの医師である。フランスのアンリ4世の医師を務め、後にイギリスに渡り、ジェームズ1世、チャールズ1世、チャールズ2世の宮廷医を務めた。医学に化学を導入した、パラケルススの信奉者で、化学の分野では、画家と協力して新しい顔料を作った。

## 略歴
ジュネーブで生まれた。父親は1572年のサン・バルテルミの虐殺の後、リヨンから亡命したユグノー教徒の歴史学者である 。ジュネーブ、ハイデルベルク大学で学んだ後、モンペリエ大学で医学を学び、1596年に卒業した。1597年にジョゼフ・デュシェーヌ(Joseph Du Chesne)の治療法に関する研究で博士号を得た。デュシェーヌはパラケルススの医療思想を普及した人物でアンリ4世の医師を務めていた。
1598年にパリに移り、医師を開業し、解剖学と薬学を教えた。パリ大学の医学部はパリでマイエルヌが教えることを喜ばなかった。パラケルススの医療思想を信奉していたマイエルヌは、化学薬剤を治療に使った医療について発表した。アンチモンを成分にもつ薬の使用に関する論争で、パリ大学の教授、ジャン・リオラン(Jean Riolan)と対立した。
1600年にアンリ4世の筆頭医、ジャン・リビ(Jean Ribit de la Rivière)の推薦で王の医師となるが、カトリック教徒でないことやパリでは支配的なガレノス流の医学に従わなかったことで医師としては活動を妨げられた · 。国王はマイエルヌを重臣で外交を担った公爵、アンリ・ド・ロアン(Henri II de Rohan)のドイツやイタリアへの外交団に随行させた。
1606年に公爵とイギリスに渡り、イギリス国王ジェームズ1世に会い、オクスフォード大学も訪れた。フランスに戻った後も、プロテスタントに対する改宗の圧力は大きくなり、1610年にアンリ4世がカトリック信者によって暗殺されたことからイギリスに移ることを決めた。
イギリスの移った後、1611年にジェームズ1世とその家族の最初の侍医となった。1616年に英国内科医師会（Royal College of Physicians）のフェローに選ばれ、1618年にイギリス最初の薬局方、「ロンドン薬局方」(Pharmacopoeia Londonensis)の執筆に参加した。1624年に爵位を受け、王室の医師としての職を1625年まで続けた。1628年にフランドルの外交官で画家のピーテル・パウル・ルーベンスがイギリスを訪れた時に依頼した肖像画が残されている。1630年にヨーロッパでペストが再び流行を始めた時、その対策のために病院や人々の移動を制限するための保健省の設立を提案した。
塩化第一水銀(甘汞)を医療に用いたことでも知られる。医療以外の分野でも、画家と協力して、紫の顔料を作ったりした。

## 著作
- Apologia in qua videre est inviolatis Hippocratis [et] Galeni legibus, remedia Chymice preparata, tuto usurpari posse, ad cuiusdam anonymi calumnias Responsio. Rupellae, 1603. OCLC 257480758
- Sommaire description de la France, Allemagne, Italie & Espagne. … Rouen, I. Petit, 1604. OCLC 63673748
- La suite de la Guide des chemins tant de France, d'Espagne, Italie, & autres pays … Lyon, 1610. OCLC 57464094
- Pictoria sculptoria & quae subalternarum artium, 1620 OCLC 192437532
- The true picture and relation of Prince Henry … At Leyden : Printed by VVilliam Christian, 1634. OCLC 222204241
- Histoire generale d'Espagne : … Paris : Chez Sanuel Thiboust, 1635. OCLC 55274051
- The distiller of London. … London, Richard Bishop, 1639. OCLC 14302599
- King Charles ye First his physick books, [ca. 1645-1655]. 1645. OCLC 52744383
- Praxeos mayernian in morbis internis prcipue gravioribus & chronicis syntagma, ex adversariis, consiliis ac epistolis ejus, summa cura ac diligentia concinnatum., Londini : Impensis Sam. Smith ..., 1690. OCLC 270546005
  - La pratique de medecine, Lyon : Anisson & Posuel, 1693. OCLC 20466213
- Opera medica, complectentia consilia, epistolas et observationes, pharmacopeam, variasque medicamentorum formulas, Londini, R.E., 1700. OCLC 27967487